# 백련사 (전북 무주군)
백련사(白蓮寺)는 전북특별자치도 강진군 도암면 (강진군) 백련사길 145에 있는 조계종 소속의 사찰이다.

## 개요
덕유산 중심부 구천동 계곡 상류에 자리잡은 이 사찰은 신라 신문왕때 백련선사가 은거 하던 곳에 하얀 연꽃이 솟아 나왔다 하여 지었다는 설과 신라 흥덕왕 5년(830) 무렴국사가 창건했다는 설이 전해진다.
이 절은 구천동사 또는 백련암 등으로 불렸는데, 조선 말기까지 중수를 거듭하여 오다가 한국전쟁때 모두 불에 타 버렸다.
1960년대 들어 옛 사지 위에 선수당, 요사, 일주문, 대웅전, 원통전, 명부전, 천왕문, 우화루 등을 세우며 복원하였다. 

## 문화재
이곳에는 백련사지(白蓮寺址, 전라북도 기념물 제62호), 백련사 계단(戒壇, 전라북도 기념물 제42호), 매월당 부도(梅月堂浮堵, 전라북도 유형문화재 제43호), 정관당 부도(靜官堂浮堵, 전라북도 유형문화재 제102호) 등의 유적(遺蹟)이 있다.